# Fritz Haneke
Fritz Haneke (* 1. Juni 1906 in Münster; † 16. März 1989) war ein deutscher Schauspieler und Theaterdirektor.
Seine Schauspielausbildung erhielt er in Düsseldorf. Haneke wirkte in zahlreichen Fernseh- und Theaterrollen.
Sein Sohn ist der Regisseur Michael Haneke.

## Filmografie (Auswahl)
- 1964: Die fünfte Kolonne (Folge 4: Schattenspiel)
- 1966: Hinter diesen Mauern
- 1969: Doppelagent George Blake (Fernsehfilm)
- 1975: Hoftheater (Fernsehserie, div. Folgen)